# Kinderdagverblijf

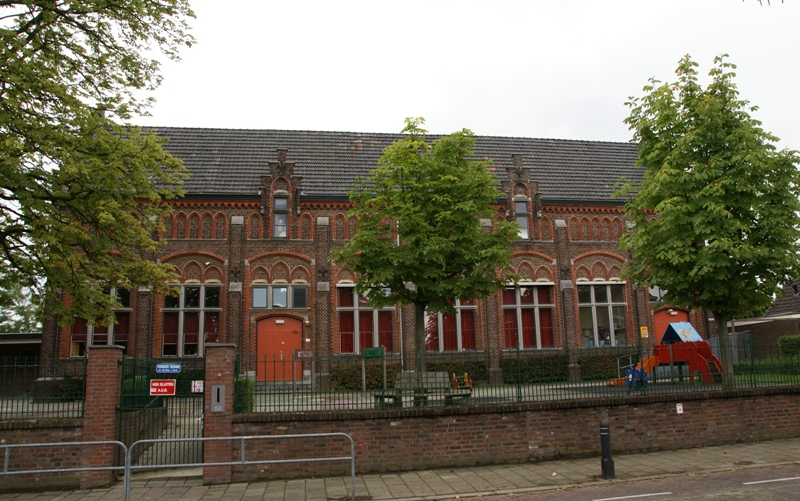
Kinderdagverblijf te Maastricht

Een kinderdagverblijf (KDV), crèche of (Belgisch-Nederlands) kinderkribbe, onderscheiden in de benamingen kinderopvang en peuterspeelzaal, is een plaats waar jonge kinderen (baby's en peuters) worden opgevangen. Dit kan voor een hele of een halve dag zijn. Er zijn verschillende soorten kinderdagverblijven, ook particuliere. Een kinderdagverblijf is bedoeld als opvang ten behoeve van werkende of studerende ouders door leid(st)ers die op een groep werken. Een groep bestaat uit maximaal 14 kinderen op 2 leidsters; bij baby's en peuters maximaal 9 op 2 leidsters.
Een voorloper van het kinderdagverblijf was de kinderbewaarplaats.

## België
In België stappen peuters die naar een kinderdagverblijf gestuurd werden over naar de kleuterschool, in de regel als ze twee jaar en zes maanden zijn geworden. Kinderen kunnen in België vanaf 2,5 en 3 jaar op 1 van de 7 navolgende instapdatums naar de kleuterschool: 
- De 1ste schooldag na elke schoolvakantie:  na de zomer-, herfst-, kerst-, krokus- en paasvakantie
- De 1ste schooldag van februari
- De 1ste schooldag na Hemelvaartsdag
- Wordt je kind 2,5 jaar op een instapdatum, dan mag het al vanaf die dag naar school.

In België wordt een kind leerplichtig op 1 september van het kalenderjaar waarin het 5 jaar wordt.

## Nederland
In Nederland is het gebruikelijk dat kinderen (die niet aan de zorg van een oppas worden toevertrouwd en die niet thuisblijven) tot hun vierde verjaardag op een kinderdagverblijf zitten. Vanaf hun vierde verjaardag gaan kinderen naar de basisschool, waarvan de eerste twee jaar inhoudelijk overeenkomen met wat vóór 1985 de kleuterschool werd genoemd. In Nederland begint de leerplicht op de eerste dag van de maand na de vijfde verjaardag.

### Beheer en registratie kinderdagverblijven in Nederland
In Nederland zijn ongeveer 4.400 legale kinderdagverblijven. Deze kinderdagverblijven zijn bij de gemeente geregistreerd en zijn door ouders te raadplegen via de GGD en de gemeente. De meeste dagverblijven zijn door de gemeente, woningbouwcorporaties of particulieren georganiseerd. Het is een versnipperde markt. Sinds 2005 bestaat in Nederland een Kinderdagverblijf Fonds (KiDaFo) dat op verzoek van Waarborgfonds Kinderopvang is opgericht. KiDaFo belegt in kinderdagverblijven namens het Spoorwegpensioenfonds (SPF) en Stichting Pensioenfonds Openbaar Vervoer (SPOV). SPF Beheer verzorgde de uitvoering van de pensioenregeling en het vermogensbeheer van Pensioenfonds Rail & Openbaar Vervoer, SPF en SPOV. Per 1 januari 2021 gaan SPF Beheer en het Pensioenfonds Rail & Openbaar Vervoer samen verder als zelfadministrerend pensioenfonds, onder de naam Pensioenfonds Rail & Openbaar Vervoer. 
In Nederland zijn de wettelijke eisen waaraan een kinderdagverblijf moet voldoen in 2005 losgelaten. Veel gemeenten nemen officiële kinderdagverblijven sindsdien op in het Landelijk Register Kinderopvang (LRK). Geregistreerde kinderopvangvoorzieningen zijn goedgekeurd door de gemeente en de Gemeentelijke Gezondheidsdienst (GGD). Een gemeente heeft echter geen bevoegdheid meer om ze te toetsen aan kwaliteitscriteria. De verplichte registratie van kinderdagverblijven geschiedt op grond van artikel 46 van de Wet Kinderopvang. In dit register staan kenmerken van de kinderopvangvoorziening zoals de bedrijfsnaam en het adres ervan, de exploitatiedatum en het registratienummer van het verblijf, benevens gegevens van de houder/eigenaar van de kinderopvangvoorziening (handelsnaam KvK en Kvk-nummer).
Wanneer een kinderdagverblijf als onderneming niet meer in bedrijf is kan het op verzoek van de rechtmatige eigenaar op grond van artikel 9 van de Wet Kinderopvang uit het register verwijderd worden. De registratieplicht geldt naast voor kinderdagverblijven ook voor de peuterspeelzalen, op basis van artikel 7 van de Wet Kinderopvang.
Het Ministerie van Sociale Zaken en de Belastingdienst verklaren dat gemeentes ondanks de registratie en controle slechts verstrekkende instanties zijn en dus niet verantwoordelijk voor de controle van de kwaliteit van een kinderdagverblijf. Ouders en voogden zijn bij uitzoeken van een kinderdagverblijf zelf verantwoordelijk voor het controleren van desbetreffend verblijf.